# Ponta do Sol (Santo Antão)
Ponta do Sol ist eine Landzunge und der nördlichste Punkt der Insel Santo Antão im atlantischen Inselstaat Kap Verde. Die Landzunge ist besiedelt und gehört administrativ zum Concelho Ribeira Grande (Nossa Senhora do Livramento). Sie ist der nördlichste Punkt des Inselstaats.

## Geographie
Die Landzunge erstreckt sich 300 m weit nach Norden. Auf der Landzunge befindet sich der Ort gleichnamige Ort Ponta do Sol mit dem ehemaligen Flugplatz Agostinho Neto Airport und dem Leuchtturm Farol da Ponta do Sol.
Das nächstgelegene Kap im Westen ist Ponta das Fontainhas und im Osten Ponta Boca Ribeira dos Órgãos.
Die Landzunge erreicht eine Höhe von 10 m.